# 哈尔滨理工大学
哈尔滨理工大学，简称哈理工，是中華人民共和國国防科技工业局与黑龙江省人民政府共建高校，1995年由中国科学院所属的哈尔滨科学技术大学和原机械工业部所属的两所高校——哈尔滨电工学院、哈尔滨工业高等专科学校合并组建而成，1998年划转黑龙江省属，实行中央与地方共建、以地方为主的管理体制。现已成为一所以工为主、理工结合，管、经、哲、文、法、艺术、教育等九大学科门类协调发展、具有很强办学实力和特色鲜明的高水平研究型大学。学校在国内电气领域享有盛名，被誉为电线电缆行业的“黄埔军校”。哈理工共有四个教学区，其中西区位于哈尔滨学府路，南区与东区（三大动力路23号）临近和兴路，荣成校区位于山东威海荣成市学院路。

## 概况
学校总占地面积211万平方米，教学基础设施面积90余万平方米。图书馆藏书226万册，电子图书6000GB以上，中外文期刊15万册，文献数据库25种。现有教职工3038人，其中专任教师1616人，副高职以上人员941人，有中国工程院院士1人。全日制在校生34400余人，留学生100余人。

全校设有21个学院、1个教学部和4个教学实践中心，有57个本科专业，11个专科专业，有8个国家级第一类特色专业，19个省级重点专业，6个博士学位授权一级学科，21个博士学位授权二级学科，21个硕士学位授权一级学科，89个硕士学位授权二级学科，4个专业硕士学位授权类别（工程硕士、工程管理硕士、翻译硕士和MBA），18个工程硕士授权领域。电气工程、仪器科学与技术、材料科学与工程、机械工程、管理科学与工程、工商管理等6个学科设有博士后科研流动站，高电压与绝缘技术为国家级重点学科，另有10个省级重点一级学科。有教育部重点实验室和教育部工程研究中心各1个，有11个省部级重点实验室（工程中心）、6个省高校重点实验室、4个省高校校企共建工程研究中心和1所甲级资质的建筑设计院。2009年学校科技园被科技部、教育部联合批准为国家大学科技园，2010年学校“黑龙江省电介质工程重点实验室”被科技部批准为“省部共建国家重点实验室培育基地”，2011年学校“黑龙江省高效切削及刀具技术工程实验室”被国家发改委批准为“高效切削及刀具国家地方联合工程实验室”。

“十一五”以来，学校共承担国家“973”、“863”计划项目及国家自然科学基金等国家级项目167项，省部级项目549项，企事业委托项目1000余项。科技成果获奖155项，其中，获省部级以上奖励121项。在教学研究方面，获国家级教学成果二等奖1项，省级教学成果一等奖14项，二等奖31项。出版论著220余部，发表学术论文8200余篇，被三大检索系统收录2500余篇。主办有《电机与控制学报》、《哈尔滨理工大学学报》、《科技与管理》、《思想政治教育研究》四种公开刊物，其中《电机与控制学报》为EI Compendex (核心)数据库收录期刊、中国高校优秀科技期刊；《哈尔滨理工大学学报》为中国科技核心期刊；《科技与管理》为中国高校特色科技期刊；《思想政治教育研究》为RCCSE中国权威学术期刊（A+）、全国高校百强社科期刊。

学校坚持内涵建设与外延发展相结合的办学方针，积极开展国际间的学术交流与合作，与欧洲、美洲和亚太地区近20个国家的高校、研究机构建立了长期友好合作关系，在教学、科研和人才培养等方面取得了实质性成果。为推进山东半岛制造业基地建设，2006年，哈理工与荣成市政府合作组建了哈尔滨理工大学荣成学院。建校60多年来，学校为全国制造业培养了数以万计的优秀人才，很多毕业生都已成为大中型企业和其它领域的技术骨干和领导骨干，被企业(行业)誉为“现代工程师的摇篮”。

2010年6月，学校被划入“卓越工程师教育培养计划”（简称“卓越计划”）；2011年，被教育部授予全国50所“毕业生就业典型经验高校”之一。2011年被发改委、教育部纳入中西部高校基础能力建设工程。2015年4月17日，黑龙江省人民政府与国家国防科技工业局共建哈尔滨理工大学协议签约仪式在哈尔滨举行。

## 校训
知行统一:“知”指知识或道德观念；“行”指行为、行动；“统一”即部分联成整体，归于一致。“知行统一”，源自于著名教育家陶行知先生的“知者行之始，行者知之成。”其意义在于要具有高尚的道德品质和远大的理想抱负，掌握过硬的科学文化知识，注重基础，崇尚实践，真正做到知与行的完美统一。

博厚悠远:“博”指大、广、通、众多、丰富；“厚”指深、重、宽厚；“悠远”即长久，远大。“博厚悠远”出自《中庸》“故至诚无息，不息则久，久则征，征则悠远，悠远则博厚，博厚则高明”。其意义在于要不断加强自身修养，坚持不懈地以真诚的态度追求真理，要博学厚德，为人做事目光远大，不急功近利。

## 历史
哈尔滨理工大学由原机械工业部所属的哈尔滨科学技术大学、哈尔滨电工学院和哈尔滨工业高等专科学校于1995年合并组建而成。三校均始建于二十世纪五十年代。1996年开始以哈尔滨理工大学面向全国招生。

### 哈尔滨电工学院
哈尔滨电工学院是三校之中最早建校，建校史可追溯至1950年1月26日，东北人民政府工业部电器工业管理局为恢复国民经济，培养东北地区电器工业电器中级技术人才，决定创建东北电器工业高级职业学校，为此东北人民政府工业部电器工业管理局接管原抚顺市第二中学（校址在辽宁省抚顺市中心区西路四号），并改校名为东北电器工业高级职业学校。设置电机、电讯、机械、工厂管理、工厂会计、电缆、电器应用化学共7个专业（科）。

1950年2月，抚顺市第二中学将学校移交给东北电器工业管理局后，1950年3月12日，东北电器工业高级职业学校正式开学。第一期学员即原抚顺市第二中学学生计449名。当时有教职工39名。

1952年10月18日，东北电气工业高级职业学校奉命由抚顺市迁往哈尔滨市香坊区马场（现哈市动力区三大动力路），改校名为哈尔滨电机工业学校，1953年4月，哈尔滨电机工业学校隶属关系由东北人民政府工业部划归中央人民政府第一机械工业部并定校名为哈尔滨电器工业学校。当时在校学生为781人，教职工25人。设电机制造、电器仪器、电缆电线制造、工具制造、机床设备、企业计划、厂房及住宅建设共7个专业。1956年隶属关系为电机制造工业部，改校名为哈尔滨电机制造学校。

1958年，为了适应国家电机工业发展需要，经第一机械工业部批准将哈尔滨电机制造学校改建为哈尔滨电工学院，原有哈电机制造学校中专部保留，设电机系、电材系2个系、4个专业，在校生规模定为4000人（学制四年制）。1962年哈尔滨电工学院(中专部)并入哈尔滨第一电机制造学校，后发展为哈尔滨工业高等专科学校。

1966年开始的文化大革命，正常教学科研秩序受到严重破坏。1970年春，根据上级指示，哈尔滨电工学院、黑龙江工学院与哈尔滨工业大学合并组建新的哈尔滨工业大学。1970年哈尔滨电工学院并入哈尔滨工业大学，1974年哈尔滨工业大学(原哈尔滨电工学院部分)复校哈尔滨电工学院。哈尔滨电工学院的电学科专业继承清华科学体系，专业实力曾经排名清华大学、西安交通大学之后，位列全国第三。李哲生、汤蕴璆、史乃、沈文豹等都是全国赫赫有名的电学专业大师级人物，行业和学科中被盛赞为“清华、交大、哈电工”。

1995年与哈尔滨科学技术大学、哈尔滨工业高等专科学校合并而成哈尔滨理工大学。

### 黑龙江工学院
黑龙江工学院的前身是国家四部委所属的四所中等专科学校。一是哈尔滨土木建筑工程学校，始建于1952年，隶属冶金工业部，1958年改名为哈尔滨冶金学校；二是哈尔滨机器制造学校，始建于1952年，隶属机械工业部；三是哈尔滨城市建筑工程学校，始建于1956年，隶属城市建设工程部；四是哈尔滨建筑工程学校，始建于1952年，隶属建筑工程部。

#### 哈尔滨机械制造学校
1952年松江省工业技术学校创建；

1953年松江省工业技术学校更名为松江省工业学校；

1953年化工科参与合并组建黑龙江省齐齐哈尔化工学校[齐齐哈尔轻工业学院(齐齐哈尔化工学院)]；

1955年电机科并入天津工业学校；

1956年松江省工业学校更名为哈尔滨机器制造学校。

#### 哈尔滨土木建筑工程学校
1952年重工业部哈尔滨土木建筑工程学校创建；

1953年长春测量地质技术学校(测量科)并入重工业部哈尔滨土木建筑工程学校；

1955年重工业部哈尔滨土木建筑工程学校(测量科)改建为重工业部哈尔滨测量学校[哈尔滨工程高等专科学校(哈尔滨冶金测量专科学校-哈尔滨测量高等专科学校)]；

1956年重工业部哈尔滨土木建筑工程学校更名为冶金部哈尔滨土木建筑工程学校；

1958年冶金部哈尔滨土木建筑工程学校更名为哈尔滨冶金学校。

#### 哈尔滨建筑工程学校
1948年哈尔滨特别市立第一技术专门学校创建；

1949年哈尔滨特别市立第一技术专门学校更名为哈尔滨市第一技术专门学校；

哈尔滨市第一技术专门学校更名为哈尔滨技术专门学校；

1950年哈尔滨技术专门学校更名为哈尔滨工程高级职业学校；

1949年哈尔滨市第一技术专门学校(农学科)并入东北农学院[东北农学院(哈尔滨农学院-嫩江农学院-绥化农学院)]；

1952年哈尔滨工程高级职业学校更名为哈尔滨市工业技术学校；

1952年哈尔滨市工业技术学校更名为哈尔滨市工业学校；

1953年哈尔滨市工业学校更名为哈尔滨工业学校；

1953年哈尔滨工业学校(化工科)参与合并组建黑龙江省齐齐哈尔化工学校[齐齐哈尔轻工业学院(齐齐哈尔化工学院)]；

1954年哈尔滨市工业学校(部分)并入东北建筑工程学[(沈阳建筑材料工业学院(沈阳建筑工业专科学校)]；

1954年哈尔滨工业学校更名为建工部哈尔滨建筑工程学校。

#### 哈尔滨城市建设工程学校
1956年城市建设部哈尔滨城市建设工程学校创建；

1958年城市建设部哈尔滨城市建设工程学校并入建筑工程部哈尔滨建筑工程学校。

1958年7月，黑龙江省教育工作会议讨论研究决定并报中共黑龙江省委批准，合并哈尔滨土木建筑工程学校和哈尔滨机器制造学校，建立黑龙江工学院，当年招生330人，学制定为四年。同年11月，经中共黑龙江省委批准，哈尔滨城市建设工程学校和哈尔滨建筑工程学校合并为黑龙江工学院土木建筑工程系。

1959年1月13日，中共黑龙江省委决定成立中共黑龙江工学院委员会，黑龙江省副省长陈雷为黑龙江工学院第一任院长（兼）。

1960年黑龙江工学院(附设工业学校部分)改建为黑龙江建筑工程学校,现发展为黑龙江建筑职业技术学院。

1963年黑龙江工学院(附设工业学校,原哈尔滨机械制造学校部分)改建为哈尔滨机器制造学校,现发展为黑龙江职业学院。

1966年开始的文化大革命，正常教学科研秩序受到严重破坏。1970年春，根据上级指示，黑龙江工学院、哈尔滨电工学院与哈尔滨工业大学合并组建新的哈尔滨工业大学。

1978年原并入哈尔滨工业大学的黑龙江工学院的部分专业（以铸造为核心的金属材料类专业）复校黑龙江工学院。

1978年3月，国务院批准，黑龙江工学院更名为哈尔滨科学技术大学。

### 哈尔滨科学技术大学
哈尔滨科学技术大学是在黑龙江工学院基础上建立和发展而成的。1978年3月，国务院批准，黑龙江工学院更名为哈尔滨科学技术大学，隶属中国科学院和黑龙江省双重领导，以中科院为主，系部委直属的全国重点大学。经党中央批准，由中国科学院学部委员、我国著名光学专家、中科院长春光学机械研究所所长王大珩任哈尔滨科学技术大学校长，倪伟任哈尔滨科学技术大学党委书记。1978年，除中国科学技术大学外，共有浙江大学、成都工学院（成都科技大学）、上海科学技术大学、黑龙江工学院（哈尔滨科学技术大学）为中科院直属。

1982年国家机关机构改革，国家仪器仪表工业总局与第一机械工业部、第八机械工业部合并成立机械工业部。同年8月25日，哈尔滨科学技术大学的隶属关系改由机械工业部领导。

1995年与哈尔滨电工学院、哈尔滨工业高等专科学校合并而成哈尔滨理工大学。

### 哈尔滨工业高等专科学校
东北人民政府工业部电器工业管理局艺徒训练班更名为东北人民政府工业部电器工业管理局技工学校

1952年东北人民政府工业部电器工业管理局技工学校更名为哈尔滨电器技工学校

1958年哈尔滨电器技工学校更名为哈尔滨第一电机制造学校

1961年黑龙江省科技学校并入哈尔滨第一电机制造学校

1962年哈尔滨电工学院(中专部)并入哈尔滨第一电机制造学校

1964年一机部哈尔滨第三机器技工学校并入哈尔滨第一电机制造学校

1970年哈尔滨第一电机制造学校改建为哈尔滨仪表设备厂

1973年哈尔滨仪表设备厂改建为哈尔滨电机制造学校

1983年哈尔滨电机制造学校升格为哈尔滨机电专科学校

1993年哈尔滨机电专科学校更名为哈尔滨工业高等专科学校

1995年哈尔滨工业高等专科学校参与合并组建哈尔滨理工大学

### 哈尔滨化工学校
1977年哈尔滨市化学工业学校创建

2004年哈尔滨市化学工业学校并入哈尔滨理工大学

### 黑龙江省教育建筑设计院
2005年黑龙江省教育建筑设计院并入哈尔滨理工大学

## 校际合作
哈尔滨理工大学和国外的很多学校有着密切的合作，常年以来的合作不仅促进了学校之间的友好关系，更对中外文化科学技术交流作出了贡献。

### 英国
英国伦敦城市大学　　　　　　　　　　http://www.city.ac.uk（页面存档备份，存于）
诺丁汉特伦特大学　　　　　　　　　　http://www.ntu.ac.uk（页面存档备份，存于）
纽卡斯尔大学　　　　　　　　　　　　http://www.ncl.ac.uk（页面存档备份，存于）

### 美国
匹兹堡州立大学　　　　　　　　　　　http://www.pittstate.edu（页面存档备份，存于）
托伊州立大学　　　　　　　　　　　　https://web.archive.org/web/20050423212844/http://www.troyst.edu/
西北理工大学　　　　　　　　　　　　http://www.npu.edu（页面存档备份，存于）
麦迪那大学　　　　　　　　　　　　　https://web.archive.org/web/20051230233813/http://www.munet.edu/
加州州立大学洛杉矶分校　　　　　　　http://www.calstate.edu（页面存档备份，存于）
伍士德理工学院 
美国华夏基金会 

### 加拿大
魁北克大学高等技术学院　　　　　　　https://web.archive.org/web/20040926103913/http://uqat.uquebec.ca/
曼尼托巴大学　　　　　　　　　　　　http://www.umanitoba.ca（页面存档备份，存于）
纽布朗斯克大学　　　　　　　　　　　http://www.unb.ca（页面存档备份，存于）
魁北克电力局scompi公司　　　　　　　http://www.quebec.com（页面存档备份，存于）
拉菲伍公司 
圣力嘉文理学院　　　　　　　　　　　http://www.stmarys.ca（页面存档备份，存于）
　  

### 澳大利亚
伊迪斯科文大学　　　　　　　　　　　http://www.ecu.edu.au（页面存档备份，存于）
澳大利亚SDC公司 　　　　　　　　　　

### 日本
日本新泻工科大学　　　　　　　　　　http://www.niit.ac.jp （页面存档备份，存于）
日本中部大学　　　　　　　　　　　　http://www.chubu.ac.jp（页面存档备份，存于）
日本大阪产业大学　　　　　　　　　　https://web.archive.org/web/20001102011123/http://cnt.osaka-sandai.ac.jp/
日本千叶大学　　　　　　　　　　　　http://www.Chiba-u.ac.jp（页面存档备份，存于）
日本东京工业大学　　　　　　　　　　http://www.titech.ac.jp（页面存档备份，存于）

### 韩国
韩国庆一大学　　　　　　　　　　　　http://www.kyungil.ac.kr（页面存档备份，存于）
光云大学　　　　　　　　　　　　　　http://www.kwangwoon.ac.kr（页面存档备份，存于）
崇实大学　　　　　　　　　　　　　　https://web.archive.org/web/20190721235725/http://www.soongsil.ac.kr/
黎花女子大学　　　　　　　　　　　　http://www.ewha.ac.kr（页面存档备份，存于）
湖西大学　　　　　　　　　　　　　　http://www.sogang.ac.kr（页面存档备份，存于）
加中留学院
蔚山大学　　　　　　　　　　　　　　http://www.ulsan.ac.kr/main/（页面存档备份，存于）
国立全南大学　　　　　　　　　　　　http://www.jnu.ac.kr/pages/jnumain.aspx（页面存档备份，存于）
首尔科技大学　　　　　　　　　　　　http://www.seoultech.ac.kr/（页面存档备份，存于）
产业技术大学　　　　　　　　　　　　http://www.kpu.ac.kr/（页面存档备份，存于）
国立安东大学　　　　　　　　　　　　http://www.andong.ac.kr/（页面存档备份，存于）
国立济州大学　　　　　　　　　　　　https://web.archive.org/web/20111031021435/http://www.jejunu.ac.kr/

### 俄罗斯
远东国立技术大学　　　　　　　　　　http://www.irex.vl.ru（页面存档备份，存于）
新西伯利亚国立技术大学　　　　　　　https://web.archive.org/web/20061104054024/http://www.nstu.edu/
库班国立技术大学　　　　　　　　　　http://www.kubstu.ru（页面存档备份，存于）
俄罗斯科学院圣彼得堡电力问题研究所　http://www.sei.irk.ru（页面存档备份，存于）

### 德国
凯萨斯特劳滕大学　　　　　　　　　　http://www.uni-kl.de（页面存档备份，存于）
慕尼黑国防军大学 

### 意大利
Bocconi大学 　　　　　　　　　　　　https://web.archive.org/web/20121009011313/http://www.uni-bocconi.it/

### 保加利亚
索非亚技术大学　　　　　　　　　　　http://www.tu-sofia.bg（页面存档备份，存于）
THE TECHNICAL UNIVERSITY OF SOFIA

### 波兰
波兰华沙电工研究所 
ELECTROTECHINICAL INSTITUTE OF WARSAW

### 乌克兰
东乌克兰国立大学 

### 台湾
台湾中华大学　　　　　　　　　　　　http://www.chu.edu.tw（页面存档备份，存于）
CHUNG HUA UNIVERSITY

### 香港
香港浸会大学 　　　　　　　　　　　　http://www.hkbu.edu.hk（页面存档备份，存于）

## 教学单位
- 机械动力工程学院
- 材料科学与工程学院
- 电气与电子工程学院
- 计算机科学与技术学院
- 自动化学院
- 测控技术与通信工程学院
- 经济与管理学院
- 荣成学院
- 建筑工程学院
- 理学院
- 国际文化教育学院
- 化学与环境工程学院
- 外国语学院
- 成人与继续教育学院
- 后备军官学院
- 体育教学部
- 马克思主义学院
- 研究生学院

## 两院院士
中国工程院院士：雷清泉

中国科学院院士，中国工程院士：王大珩(已过世) 郭光灿（外聘院士，兼任哈尔滨理工大学王大珩量子调控协同创新中心学术委员会主任、博士生导师）

## 科研产业

### 重点实验室
国家级实验室
- 电介质工程教育部重点实验室

省级实验室
- 现代制造技术与刀具开发实验室
- 电气工程及其自动化实验室
- 材料研究与应用实验室
- 测控技术与仪器实验室
- 黑龙江省工程电介质实验室

### 博士后科研
博士后科研流动站：

- 电气工程
- 仪器科学与技术
- 材料科学与工程
- 机械工程
- 管理科学与工程
- 工商管理
- 计算机科学与技术

博士后科研工作站：

哈尔滨理工大学科技园博士后科研工作站